# Kelenföld vasútállomás (metropolitana di Budapest)
Kelenföld vasútállomás è il capolinea occidentale della linea 4 della metropolitana di Budapest. 
La stazione si trova sotto la stazione di Kelenföld ed è stata inaugurata il 28 marzo 2014 come parte del tratto inaugurale della linea che arriva fino a Keleti pályaudvar.
La stazione è raggiungibile attraverso un sottopassaggio, che in passato era il capolinea delle linee di autobus BKV 7E e 107E e che consentivano ai passeggeri che arrivavano in treno di continuare a viaggiare verso Pest o la parte meridionale di Buda. Da quando è iniziato il servizio della metropolitana, i passeggeri che viaggiano in treno possono trasferirsi alla stazione di Budapest Keleti utilizzando la linea 4 senza dover prendere la linea 2 dalla stazione di Budapest Déli.